# Контрольно-измерительные приборы автомобиля

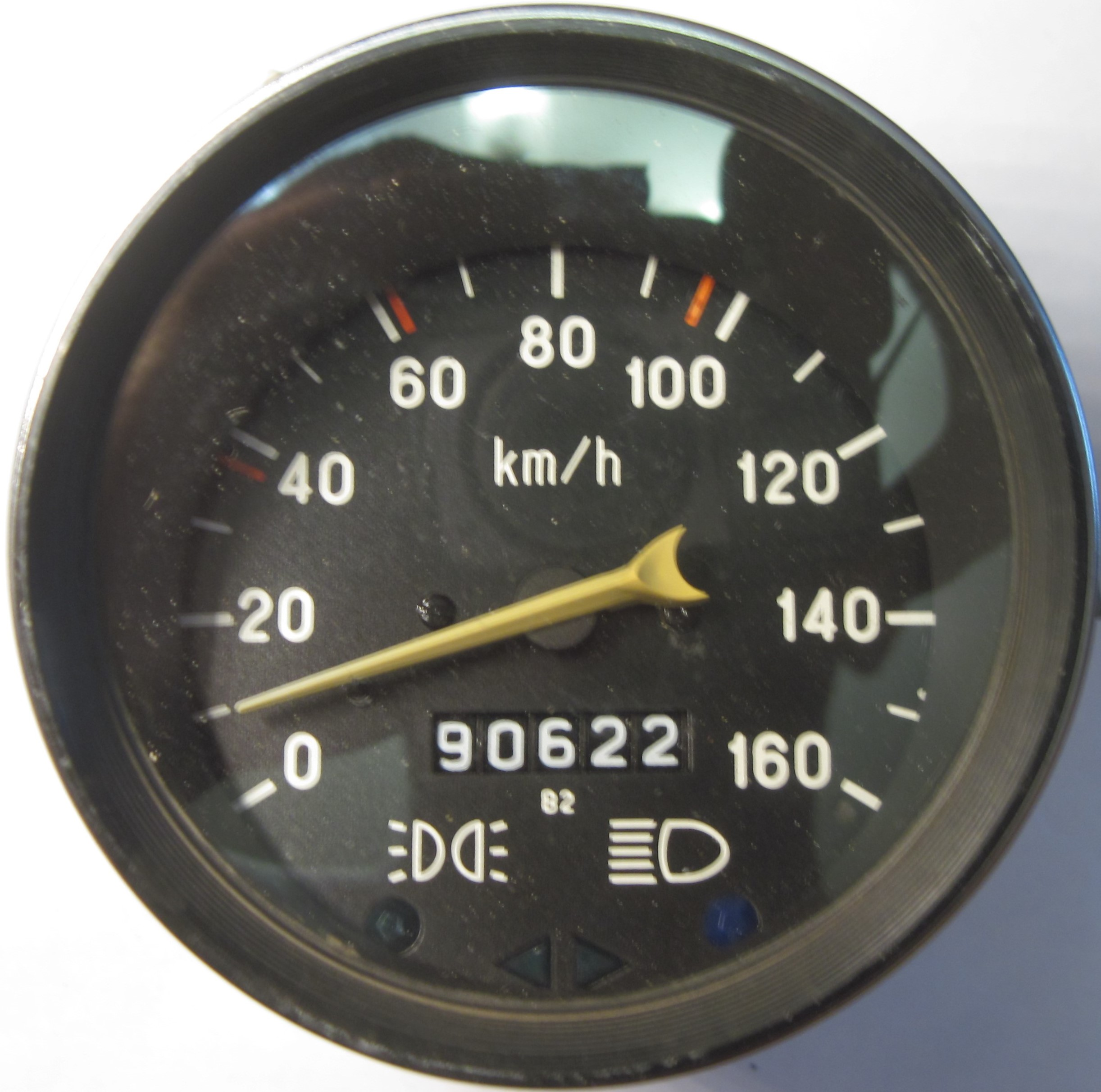
Спидометр автомобиля ВАЗ-2106

Контрольно-измерительные приборы автомобиля — измерительные приборы, которые показывают параметры работы автомобиля. Они состоят из датчиков, которые расположены в разных местах, и указателей, которые объединены в щиток приборов. В нём бывают:
- Амперметр показывает заряд и разряд аккумуляторной батареи.
- Спидометр показывает скорость движения автомобиля.
- Тахометр показывает частоту вращения коленчатого вала двигателя.
- Топливомер показывает уровень топлива в топливном баке.
- Термометр охлаждающей жидкости показывает температуру охлаждающей жидкости в системе охлаждения.
- Указатель давления масла показывает давление масла в системе смазки двигателя.

Также параметры работы современного автомобиля выводятся на экран.